# Teiichi Okano

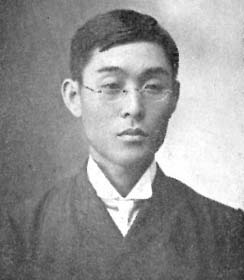
Teiichi Okano

Teiichi Okano (Japans: 岡野貞一, Okano Teiichi) (Tottori, 16 februari 1878 – Chiyoda, 29 december 1941) was een Japans componist, muziekpedagoog en organist.

## Levensloop
Okano studeerde vanaf 1892 aan de Tokyo Music School (Tōkyō Ongaku Gakkō, nu: Tokyo University of the Arts). Nadat hij afgestudeerd heeft werd hij muziekleraar in zijn geboortestad. Van 1932 tot zijn pensionering werd hij docent voor muziekopleiders in de instrumentale muziek. Hij was eveneens 40 jaar als organist en koorleider verbonden aan de Tokyo Central Church Hongu.
Als componist is hij vooral bekend geworden door zijn vele liederen.

## Composities

### Werken voor orkest
- Oboro Tsukiyo (Misty Moon Night), versie voor dwarsfluit en orkest

### Werken voor harmonieorkest
- Momiji: coloured maple leaves in autumn, versie voor harmonieorkest (bewerkt door: Hiroshi Hoshina)

### Vocale muziek

#### Werken voor koor
- Tiba Chiba Prefectural Girls High School school song voor gemengd koor of samenzang
- Furusato (Homeland), voor kinderkoor - tekst: Tatsuyuki Takano[1]

#### Liederen
- Furusato (Homeland), voor tenor en piano - tekst: Tatsuyuki Takano
- Japanese flag - tekst: Tatsuyuki Takano
- Kozima Takanori
- Momiji: coloured maple leaves in autumn, voor zangstem en piano (of gitaar)[2]
- Oboro Tsukiyo, voor sopraan (of tenor), dwarsfluit en harp
- Spring is coming, voor zangstem en piano
- Spring creek, voor zangstem en piano

### Kamermuziek
- Furusato (Homeland), versie voor trompet en piano
- Oboro-Tsukiyo, versie voor fagot en cello

### Werken voor slagwerk
- Furusato, instrumentale versie voor slagwerk

## Media
1. ↑  Furusato (Homeland) door Wiener Sängerknaben
2. ↑  Momiji: coloured maple leaves in autumn

- CiNii: DA10280297
- Gemeinsame Normdatei: 1024563022
- International Standard Name Identifier: 0000 0003 8011 7198
- Library of Congress Control Number: no2008084605
- MusicBrainz: 3bafb1c9-0ced-4a36-ac3d-f5be298f8846
- Bibliotheek van het Japanse parlement: 00412612
- Nationale Bibliotheek van Israël: 987007332490405171
- Nederlandse Thesaurus van Auteursnamen: 430085605
- Virtual International Authority File: 259202026
- WorldCat: E39PBJkdjw9XTGKkx98Qc8rpfq